# Lobelia monostachya
Lobelia monostachya là loài thực vật có hoa trong họ Hoa chuông. Loài này được (Rock) Lammers mô tả khoa học đầu tiên năm 1988.